# 後藤仁美
後藤 仁美（ごとう ひとみ、1月5日 - ）は、日本の俳優、モデル、イラストレーター。愛称は「ちびた」。

## 経歴
先天性の軟骨無形成症による低身長で身長は115cm。その小さな体を活かして2015年からモデルとして活動。2017年からは俳優として舞台や映像作品に出演。自分と同じ軟骨無形成症の当事者や家族へ向けてブログやSNSで情報や自身の日常を発信している。

## 人物
2017年2月22日に交際していた男性と結婚。2024年5月27日、第一子を出産したことを報告した。

## 出演

### テレビ
- バリバラ（2017年、2021年、NHKEテレ）
- ハートネットTV（2017年、NHKEテレ）
- 黒蜥蜴ーBLACK LIZARDー（2019年12月29日、NHKBSプレミアム） - 小黒蜥蜴 役
- 世界を変えた20人のアーティスト（2024年2月24日、日本テレビ） - ドラム演奏

### 映画
- 世界の終わりから（2023年、監督：紀里谷和明） - 小人 役
- クソ野郎と美しき世界 EPISODE.04「新しい詩（うた）」（2018年4月6日、製作：新しい地図） - クソ野郎★ALL STARS

### 舞台
- 天願版 ガリガリ博士（2017年5月31日 - 6月4日、日暮里 d-倉庫、作・演出：天願大介）
- 平成まぜこぜ一座 月夜のからくりハウス （2017年12月10日、品川プリンスホテル クラブeX、作・演出：東ちづる）
- 衣衣 KINUGINU（2018年2月9日 - 18日、新宿ゴールデン街劇場、作・演出：天願大介）[4]
- 青ひげ公の城（2018年4月17日 - 24日、高円寺 明石スタジオ、作：寺山修司・演出：高野美由紀）
- 名探偵ドイル君 幽鬼屋敷の惨劇（2019年8月8日 - 12日、赤坂RED/THEATER、作・演出：天願大介）
- 月夜のからくりハウス 渋谷の巻（2021年3月22日・11月17日、渋谷区文化総合センター大和田 伝承ホール、作・演出：東ちづる）
- 月夜のからくりハウス 「歌雪姫と七人のこびとーず」（2023年3月5日、渋谷区文化総合センター大和田 伝承ホール、作・演出：東ちづる）

### モデル
- 東京コレクション2016S/S「tenbo」（2016年）
- バリコレ（2016年）
- ちばフリ（2016年）
- USATO展示会ショー（2017年）
- MAZEKOZEファッションショー（2017年）
- TOKYO RAINBOW PRIDE  Get in Touch フロートモデル（2017年）
- Tokyo Skytree Global Campaign“TREE OF HOPE”project（2021年）
- CASUCA CiRculo コレクションPV（2022年）

### デザイン・イラスト
- 個展「歓びの色をのせたら」（2015年、神楽坂・光鱗亭ギャラリー）

### ミュージックビデオ
- DIR EN GREY「Ranunculus」（2018年）

### 配信コンテンツ
- AbemaTV「ABEMA Prime」（2020年）
- 東京2020 NIPPON フェスティバル主催プログラム 「MAZEKOZEアイランドツアー」（2021年）

### その他
- 東京2020パラリンピック閉会式（2021年） - ドラム演奏[5]